# 塔瓦斯科 (紐約州)
塔瓦斯科（英語：Tabasco）是位於美國紐約州阿爾斯特縣的非建制地區。

## 歷史
塔瓦斯科的郵局於1883年設立，其後於1913年停運。

## 地理
塔瓦斯科所處的海拔為高於海平面296米（即971英呎），而該地所採用的時區為UTC-5，即北美东部时区（EST）。同時該地設有夏令時間，為UTC-5調快一小時，即UTC-4（EDT）。